# Varahagiri Venkata Giri
Varahagiri Venkata Giri (język telugu: వరాహగిరి వేంకట గిరి; ur. 10 sierpnia 1894, zm. 24 czerwca 1980) – indyjski prawnik i polityk, także działacz związkowy.

## Życiorys
Był synem prawnika V. V. Jogayya Pantulu. Studiował w Madrasie i Irlandii. Z Indyjskim Kongresem Narodowym związany od 1916. Zaangażowany w ruch obrony praw pracowniczych. W 1926 był jednym ze współzałożycieli Ogólnoindyjskiego Kongresu Związków Zawodowych, pełnił funkcję przewodniczącego tej organizacji. Od 1929 do 1936 był sekretarzem generalnym Ogólnoindyjskiej Federacji Kolejarzy, następnie (1936 - 1943) przewodniczył jej. W 1937 wybrany do Zgromadzenia Ustawodawczego Madrasu (zasiadał w nim do 1939), wszedł w skład prowincjonalnego gabinetu jako minister pracy, przemysłu, handlu i kooperacji. Podczas II wojny światowej więziony przez Brytyjczyków. W 1946 - 1947 ponownie zasiadał w lokalnym parlamencie Madrasu, ponownie odpowiadając również za pracę, przemysł, handel i kooperację w rządzie stanowym. Po uzyskaniu przez Indie niepodległości wysoki komisarz na Cejlonie (do 1951). W wyborach w 1951 uzyskał mandat posła do Lok Sabhy. W 1952 został federalnym ministrem pracy (do 1954). W kolejnych latach pełnił funkcje gubernatora (Uttar Pradesh 1957 - 1960, Kerala 1960 - 1965, Majsur 1965 - 1967). 13 maja 1967 został wiceprezydentem Indii i przewodniczącym Rajya Sabhy. Od 3 maja 1969 do 20 lipca 1969 pełnił obowiązki Prezydenta Republiki. 24 sierpnia tego samego roku został czwartym prezydentem Indii. Funkcję tę sprawował do 24 sierpnia 1974.
W 1975 został odznaczony Orderem Bharat Ratna. Otrzymał kilka doktoratów honorowych (między innymi od Banares Hindu University i Agra University). Od 1995 jego imię nosi National Labour Institute.

## Wybrane publikacje
- Labour problems in Indian Industry
- Industrial Relations[15]

## Życie prywatne
Żonaty z Sarasvathi Bai Giri. Miał czterech synów i siedem córek.